# Lipotriches gratiosa
Lipotriches gratiosa är en biart som först beskrevs av Heinrich Friese 1914.  Lipotriches gratiosa ingår i släktet Lipotriches och familjen vägbin. Inga underarter finns listade i Catalogue of Life.